# Język namut-nginamanu
Język namut-nginamanu – język austronezyjski używany na wyspie Flores w prowincji Małe Wyspy Sundajskie Wschodnie w Indonezji. Został zaliczony do zaproponowanej grupy języków centralnego Flores. Jest blisko spokrewniony z językiem ngadha.
Namut i nginamanu to nazwy dwóch dialektów. W publikacjach Glottolog i Ethnologue namut jest wzmiankowany jako dialekt języka rembong (pod nazwą „namu”), lecz w 2020 r. odnotowano, że języki te nie są ze sobą zbyt blisko spokrewnione.
Nie został uwzględniony w większości klasyfikacji (sprzed 2020 r.). Bliżej niesklasyfikowane języki regionu, w tym namut i nginamanu, przeważnie uchodzą za silnie odrębne dialekty języka riung. 